# William Earl Dodge Scott
William Earl Dodge Scott (Brooklyn, 22 aprile 1852 – Saranac Lake, 21 agosto 1910) è stato un ornitologo statunitense.
Suo principale oggetto di studio furono soprattutto gli uccelli degli Stati Uniti, della Giamaica e della Patagonia.